# 日宥
日宥（にちゆう、寛文9年（1669年） - 享保14年12月28日（1730年2月15日））は、日蓮正宗総本山大石寺第25世法主。

## 略歴
- 寛文9年（1669年）、誕生。
- 宝永3年（1706年）10月4日、母妙印卒。
- 宝永6年（1709年）春、24世日永より法の付嘱を受け、25世日宥として登座す。
- 宝永7年（1710年）1月5日、独礼席を許さる。
- 正徳2年（1712年）夏、幕府より大石寺三門造営につき、黄金1200粒及び富士山材木70本を受く。
- 享保2年（1717年）8月22日、天英院の寄進により大石寺三門建立成る。大石寺鬼門（朝日門）を建立。
- 享保3年（1718年）3月、法を26世日寛に付し壽命坊に移る。
- 享保10年（1725年）12月、寺中役料の掟を定む。
- 享保14年12月28日（1730年2月15日）、61歳で死去した。

## 伝説
- 出生伝説には、後水尾天皇の皇胤ともある。

| 先代 日永 | 大石寺住職一覧 | 次代 日寛 |